# McCaysville
McCaysville es una ciudad ubicada en el condado de Fannin en el estado estadounidense de Georgia. En el año 2000 tenía una población de 1.071 habitantes.

## Geografía
McCaysville se encuentra ubicada en las coordenadas 34°58′54″N 84°22′13″O / 34.98167, -84.37028 (34.981534, -84.370293).
Según la Oficina del Censo, la localidad tiene un área total de 4,3 km² (1,7 mi²), de la cual 4,2 km² (1,6 mi²) es tierra y 0,1 km² (0 mi²) (2.30%) es agua.
En 1990, una inundación de gran intensidad sacudió las ciudades en horas de la mañana oscura del 16 de febrero.

## Demografía
Según la Oficina del Censo en 2000 los ingresos medios por hogar en la localidad eran de $18,583, y los ingresos medios por familia eran $30,078. Los hombres tenían unos ingresos medios de $27,045 frente a los $20,185 para las mujeres. La renta per cápita para la localidad era de $12,904. 